# Romanichal
I Romanichal (IPA: [ˈrɒmᵻnɪtʃal]), (noti come Traveller inglesi o anche romnichal, rumnichal o rumney) sono un sottogruppo rom nel Regno Unito, ove giunsero intorno al XVI secolo. Si diffusero, in tempi successivi, anche in Canada, Stati Uniti, Australia, Nuova Zelanda e Sudafrica. Sono strettamente imparentati ai Kale gallesi, ai Traveller scozzesi, ai Romanisæl di Svezia e Norvegia ed ai Kaale della Finlandia. 
La parola "Romanichal" deriva da Romani Chal, dove Chal è Anglo-romanì per "compagni".

## Distribuzione
Quasi tutti i Traveller rom in Gran Bretagna vivono in Inghilterra, con comunità più piccole nel Galles del sud, nel nord-est del Galles e nelle marche scozzesi. Contee come Kent, Surrey, Hampshire, Cambridgeshire, Gloucestershire e Yorkshire hanno concentrazioni particolarmente elevate di comunità rom.
La diaspora rom emigrò dalla Gran Bretagna in altre parti del mondo di lingua inglese. Secondo alcune stime, ora ci sono più persone di origine rom negli Stati Uniti che in Gran Bretagna. Si trovano anche in numero minore in Sudafrica, Australia, Canada e Nuova Zelanda, e c'è una piccola comunità rom a Malta che discende da rom britannici che si trasferirono lì durante il periodo coloniale. Negli Stati Uniti la maggior parte dei rom si trova nel profondo sud e nella regione del New England. La maggior parte dei romanichal sudafricani si trova nella provincia del Capo, la maggior parte dei romanichal canadesi si trova nella regione di Vancouver, la maggior parte dei romanichal della Nuova Zelanda si trova nella regione di Auckland e la maggior parte dei romanichal australiani si trova negli Stati orientali dell'Australia.
In Gran Bretagna, c'è un netto divario nord-sud tra i Traveller rom. I Romanichal meridionali vivono nel sud-est, nel sud-ovest, nelle Midlands, nell'East Anglia e nel Galles del sud, mentre i Romanichal settentrionali vivono nel nord-ovest, nello Yorkshire, nelle marche scozzesi e nel nord-est del Galles. I dialetti dei due gruppi differiscono per accento e vocabolario.

## Lingua
Si pensa che il popolo rom in Inghilterra abbia parlato la lingua romanì fino al XIX secolo, quando fu sostituito dall'inglese e dall'anglo-romanì, una lingua creola che combina la sintassi e la grammatica dell'inglese con il lessico del romanì. La maggior parte dei rom parla anche inglese.
Esistono due dialetti anglo-romanì, l'anglo-romanì meridionale (parlato nel sud-est, sud-ovest, Midlands, East Anglia e Galles del sud) e l'anglo-romanì settentrionale (parlato nel nord-est, nord-ovest, Yorkshire, Scottish Borders e nord-est del Galles). Questi due dialetti insieme agli accenti che li accompagnano hanno portato alla formazione di due identità rom regionali, Southern Romanichal e Northern Romanichal.
Molte parole anglo-romanì sono state incorporate nella lingua inglese, in particolare sotto forma di gergo.

## Storia

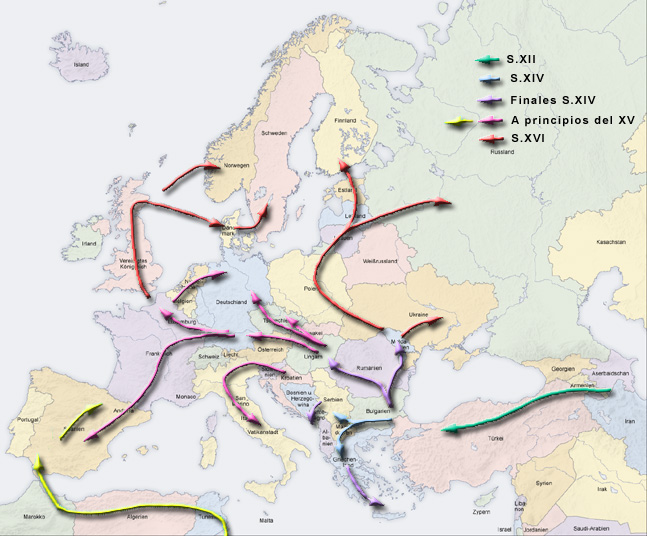
La migrazione dei rom attraverso il Medio Oriente ed il Nord Africa verso l'Europa.

Il popolo rom ha origini in India, in particolare nel Rajasthan e ha iniziato a migrare verso ovest dall'XI secolo. I primi gruppi di rom arrivarono in Gran Bretagna alla fine del XVI secolo, sfuggendo ai conflitti nell'Europa sud-orientale (come la conquista ottomana dei Balcani).
Nel 1506 vi sono rom registrati in Scozia, arrivati dalla Spagna ed in Inghilterra nel 1512. Presto i dirigenti approvarono leggi volte a fermare l'immigrazione dei rom ed all'assimilazione di quelli già presenti.
Durante il regno di Enrico VIII, l'Egyptians Act (1530) vietò ai rom di entrare nel paese ed impose a coloro che vivevano nel Paese di andarsene entro 16 giorni, a pena di confisca di proprietà, detenzione e deportazione. Durante il regno di Mary I l'editto fu modificato con l'Egyptians Act (1554), che rimuoveva la minaccia della punizione per i rom se abbandonavano la loro "vita e compagnia cattive, oziose e empie" ed adottavano uno stile di vita stabile, ma aumentava le pene per non conformità fino alla pena di morte.
Nel 1562 una nuova legge offriva ai rom nati in Inghilterra ed in Galles la possibilità di diventare sudditi inglesi se si fossero integrati nella popolazione locale. Nonostante la persecuzione e questa nuova opzione, i rom furono costretti ad uno stile di vita marginale e sottoposti a continue discriminazioni da parte delle autorità statali e della popolazione non rom. Nel 1596, 106 uomini e donne furono condannati a morte a York solo per essere rom e nove furono giustiziati. Samuel Rid ha scritto due primi lavori su di loro all'inizio del XVII secolo.
A partire dal 1780, gradualmente, le leggi anti-rom furono abrogate, sebbene non tutte. L'identità Romanichals si formò tra il 1660 ed il 1800, come gruppo dei rom che viveva in Gran Bretagna.

### Persecuzione
Il razzismo contro i Romanichals e altri popoli Traveller è ancora endemico in Gran Bretagna. Nel 2008 i Rom hanno sperimentato un tasso di razzismo più elevato rispetto a qualsiasi altro gruppo nel Regno Unito, inclusi i richiedenti asilo, ed un sondaggio Mori ha indicato che un terzo dei residenti nel Regno Unito ha ammesso di avere pregiudizi nei confronti dei rom.

### Deportazioni verso le Americhe, i Caraibi e l'Australia
L'Inghilterra iniziò ad espellere i Romanichals, principalmente verso la Norvegia, già nel 1544. Il processo è stato continuato e incoraggiato da Elisabetta I e Giacomo I.
I Kaale finlandese, un gruppo rom in Finlandia, sostiene che i loro antenati erano originariamente un gruppo di rom che viaggiava dalla Scozia, sostenendo l'idea che loro e i viaggiatori / romani scandinavi sono lontanamente imparentati con i romani e gli inglesi scozzesi di oggi romanichals.
Nel 1603 fu emesso un Ordine in Consiglio per la deportazione dei Romanichal verso Paesi Bassi, Francia, Terranova, Spagna ed Indie occidentali. Altri Paesi europei hanno costretto l'ulteriore trasporto dei rom dalla Gran Bretagna verso le Americhe.
Spesso i deportati in questo modo non sopravvissero come gruppo etnico, a causa delle separazioni dopo il rastrellamento, il passaggio del mare ed il successivo insediamento come schiavi, tutti fattori che distruggevano il loro tessuto sociale. Allo stesso tempo, iniziò anche l'emigrazione volontaria verso i possedimenti inglesi d'oltremare. I gruppi romani sopravvissuti continuarono l'espressione della cultura rom nel Nuovo Mondo.
Negli anni successivi alla guerra d'indipendenza americana, l'Australia era la destinazione preferita per la deportazione dei rom a causa del suo uso come colonia penale. Il numero esatto di rom britannici deportati in Australia non è noto. È stato suggerito che tre Romanichal erano presenti sulla Prima Flotta, uno dei quali si pensava fosse James Squire che fondò il primo birrificio commerciale in Australia nel 1798, ed il cui nipote James Farnell che divenne il primo nativo premier del Nuovo Galles del Sud nel 1877. La popolazione totale dei rom sembra essere un numero estremamente basso se si considera che i rom britannici costituivano solo lo 0,01% della popolazione detenuta, originariamente 162.000. Tuttavia, è stato suggerito che i Romanichal fossero uno dei principali gruppi target e che furono discriminati a causa delle leggi sui trasporti dell'Inghilterra a metà del XVIII secolo..

È spesso difficile distinguere i rom britannici del Galles e dell'Inghilterra dalla maggior parte dei detenuti non rom all'epoca, quindi non è noto il numero preciso di rom britannici trasportati, sebbene ci siano occorrenze di nomi romanì e possibili famiglie all'interno della popolazione detenuta; tuttavia non è chiaro se tali persone fossero membri della consolidata comunità rom. Esistono documenti frammentari e si considera che almeno cinquanta o più rom britannici possano essere stati trasportati in Australia, sebbene la cifra effettiva possa essere più alta. Ciò che è chiaro è che tale deportazione (come per tutti i detenuti) è stata particolarmente dura: 
 "Per i condannati rom il trasporto significava morte sociale e psicologica; in esilio avevano poche speranze di tornare in Inghilterra per ristabilire legami familiari, radici culturali, espressione continua e convalida che avrebbero riportato in vita la loro identità rom nell'era del detenuto". 
 Uno, tuttavia, è noto per essere tornato. Henry Lavello (o Lovell) fu rimpatriato con grazia totale assieme a un figlio nato da una donna aborigena che lo accompagnò in Inghilterra.

### Schiavitù
Nel diciassettesimo secolo Oliver Cromwell deportava i Romanichals come schiavi nelle piantagioni meridionali americane e vi è documentazione che i rom inglesi fossero di proprietà di schiavi neri liberati in Giamaica, Barbados, Cuba e Louisiana . "Gypsy", secondo la definizione di legge, erano chiunque si identificasse come egizio o zingaro. Le opere di George Borrow riflettono le influenze che ciò ebbe sulla lingua romanì d'Inghilterra e altre contengono riferimenti a romani come bitcheno pawdel o bitchade, da "spedire" in America od in Australia, un periodo della storia dei rom non dimenticato dai rom in Gran Bretagna oggi.

## Cultura
Storicamente, i Romanichal si guadagnavano da vivere facendo lavori agricoli e si trasferivano ai margini delle città per i mesi invernali. C'era un lavoro occasionale disponibile nelle fattorie durante i mesi primaverili, estivi ed autunnali; la primavera sarebbe iniziata con la semina di patate ed alberi da frutto, l'inizio dell'estate con il diserbo e ci sarebbe stata una serie di raccolti di colture dall'estate al tardo autunno. Di particolare importanza era l'industria del luppolo, che impiegava migliaia di rom sia in primavera per l'allevamento della vite che per la raccolta all'inizio dell'autunno. I mesi invernali venivano spesso trascorsi facendo lavori occasionali in città o vendendo beni o servizi porta a porta.
L'industrializzazione di massa dell'agricoltura negli anni '60 ha portato alla scomparsa di molti dei lavori informali che i Romanichal svolgevano tradizionalmente.
Nel corso del XX secolo, i Romanichals sono diventati, e rimangono, il pilastro della pavimentazione in asfalto, della vendita ambulante, del commercio di cavalli, della predizione del futuro, del commercio di rottami metallici, della potatura degli alberi, del catrame, dei luna park itineranti e della fabbricazione di rose in legno. Hanno anche prodotto notevoli pugili come Henry Wharton e Billy Joe Saunders e alcuni calciatori famosi come il campione australiano e mondiale Whip Cracking di Freddy Eastwood Ben Hughes, e giornalisti, psicoterapeuti, infermiere e professioni di ogni tipo.

## Viaggio

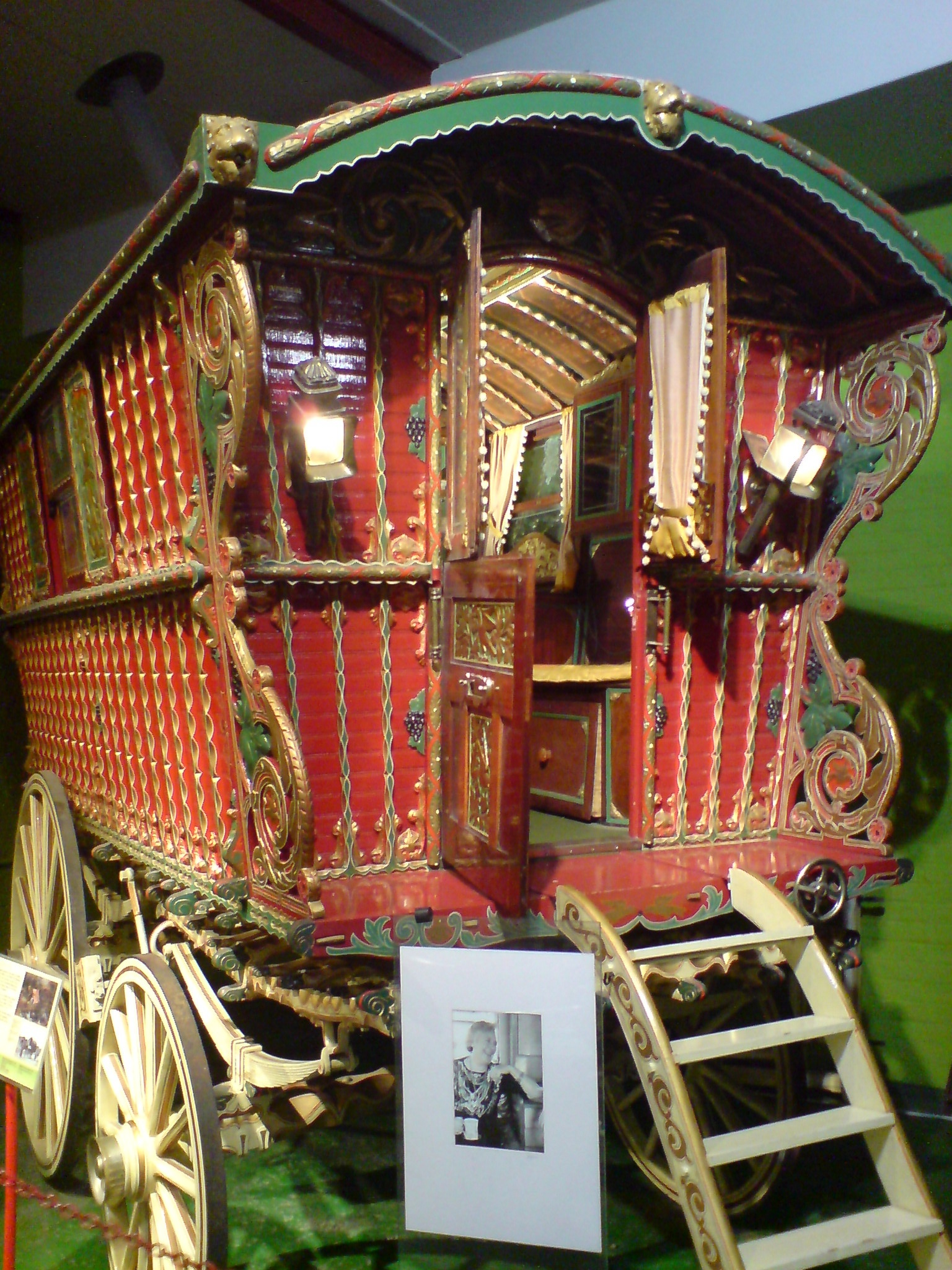
Vardo romanichal della fine del XIX secolo.

In origine, i Romanichal viaggiavano a piedi, o con leggeri carri trainati da cavalli, e costruivano tende piegabili dove si stabilivano per un certo periodo, come è tipico di altri gruppi rom. Un Bender è un tipo di tenda costruita da una cornice di rami di nocciola piegati (il nocciolo è scelto per la sua rettilineità e flessibilità), coperto con tela o tela cerata.
Intorno alla metà del XIX secolo, i Romanichal iniziarono a usare carri che incorporavano spazi abitativi. Questi erano detti Vardos ed erano spesso decorati con colori vivaci sia all'interno che all'esterno. Al giorno d'oggi, i Romanichal hanno maggiori probabilità di vivere in roulotte o case.
Oltre il 60% delle famiglie Romanichal del XXI secolo vive in case di mattoni, mentre il restante 40% vive ancora in varie forme di trasporto tradizionale dei Traveller, come roulotte, rimorchi o roulotte statiche (una piccola minoranza vive ancora in Vardos di legno).
Secondo il conteggio delle carovane della Regional Spatial Strategy per il 2008, c'erano 13.386 roulotte di proprietà di rom nella regione inglese delle Midlands occidentali, mentre altri 16.000 vivevano in case di mattoni. Delle 13.386 roulotte, 1.300 erano parcheggiate in siti non autorizzati (vale a dire, su terreni in cui i rom non avevano il permesso di parcheggiare). Oltre il 90% dei romanichals in viaggio in Gran Bretagna vive in siti autorizzati dove pagano tariffe intere (tassa comunale).
Nella maggior parte dei siti dei Romanichal Traveller di solito non ci sono servizi igienici o docce all'interno di roulotte perché nella cultura romanica questo è considerato impuro, o "mochadi". La maggior parte dei siti ha blocchi di utilità separati con servizi igienici, lavandini e docce elettriche. Molti Romanichal Traveller non faranno il bucato all'interno, in particolare non la biancheria intima, e pertanto molti blocchi di servizi hanno anche lavatrici. Ai tempi dei carri trainati da cavalli e dei Vardos, le donne romaniche facevano il bucato in un fiume, facendo attenzione a lavare gli indumenti della parte superiore del corpo più a monte della biancheria intima e degli indumenti della parte inferiore del corpo, mentre il bagno personale avrebbe avuto luogo molto più a valle. In alcuni rimorchi moderni, una doppia parete separa la zona giorno dal bagno e dalla doccia.
A causa del (British) Caravan Sites Act 1968, che riduceva notevolmente il numero di roulotte autorizzate a essere piazzate in siti autorizzati, molti Romanichal Traveller non riescono a trovare luoghi legali in siti con il resto delle loro famiglie.
Come la maggior parte dei gruppi di itineranti, i Romanichal Traveller viaggiano in giro per lavoro, di solito seguendo percorsi prestabiliti e posti di sosta (detti "atching tans") che sono stati stabiliti per centinaia di anni. Molti luoghi di sosta tradizionali sono stati istituiti prima che la proprietà terriera cambiasse e tutte le leggi sulla terra fossero in vigore. Molti "atching tans" furono creati dai proprietari terrieri feudali nel Medioevo, quando i Romanichal fornivano servizi di lavoro agricolo o manuale in cambio di alloggi e cibo.
Oggi la maggior parte dei rom viaggia all'interno delle stesse aree che sono state stabilite generazioni fa. La maggior parte delle persone può rintracciare la propria presenza in un'area di oltre duecento o duecento anni. Molti luoghi di sosta tradizionali sono stati rilevati dal governo locale o da individui stabiliti decenni fa e successivamente sono cambiati più volte; tuttavia i Romanichal hanno lunghi legami storici con tali luoghi e non sempre li abbandonano volentieri. La maggior parte delle famiglie sono identificabili dalla loro tradizionale base di svernamento, dove smetteranno di viaggiare per l'inverno, e questo posto sarà considerato il loro luogo di provenienza.

## Atti legislativi britannici

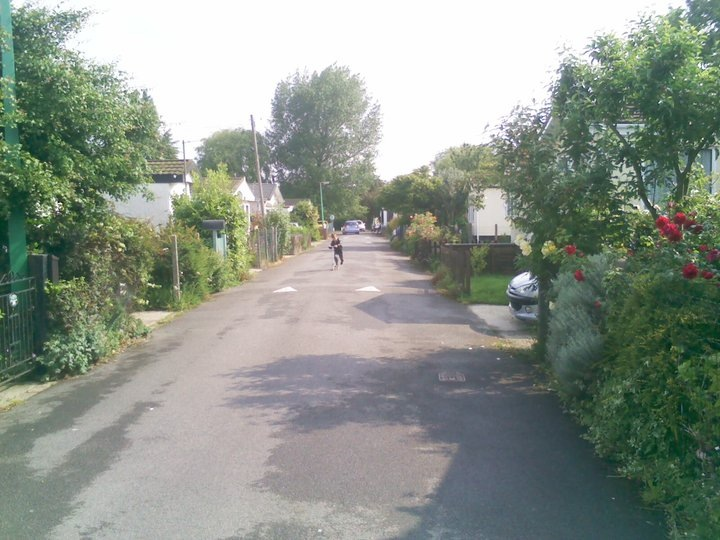
Un 'Atchin Tan' dei Romanichal, o Romani Site come detto in inglese

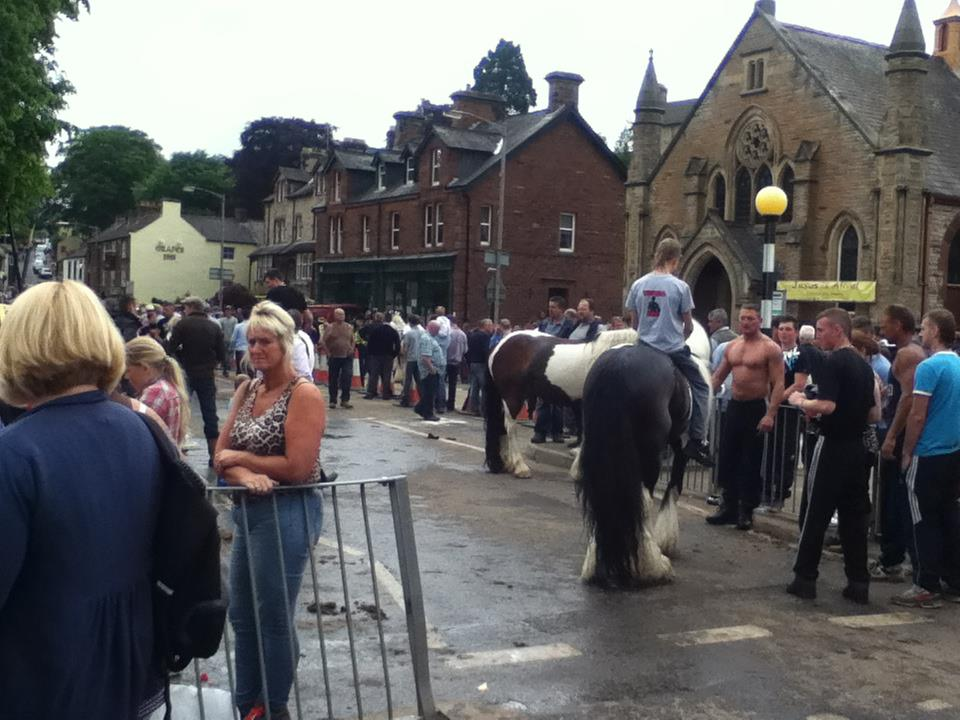
Cavalli in mostra ad Appleby Fair, Inghilterra, la più grande fiera rom di cavalli d'Europa

L'Inclosure Act del 1857 creò l'offesa di lesioni o danni alla vegetazione dei villaggi e l'interruzione del suo uso o godimento come luogo di esercizio e ricreazione. Il Commons Act 1876 rese illegale l'invasione o l'inclusione di un sito verde e l'interferenza o l'occupazione del suolo illegale a meno che non sia allo scopo di migliorare il godimento del verde.
Il Caravan Sites and Control of Development Act 1960 afferma che nessun occupante di terra deve causare o consentire che la terra venga utilizzata come sito di roulotte se non è titolare di una licenza di sito. Inoltre, consente ad un consiglio distrettuale di emettere un ordine che vieta lo stazionamento di roulotte su un terreno comune od una città od un verde rurale. Questi atti hanno avuto l'effetto complessivo di impedire ai Traveller di utilizzare la stragrande maggioranza dei loro tradizionali luoghi di sosta.
Il Caravan Sites Act del 1968 imponeva alle autorità locali di fornire siti di caravan per i viaggiatori in caso di necessità dimostrata. Ciò fu contrastato da molti consigli locali che avrebbero sostenuto che non c'erano Romanichal nelle loro aree. Il risultato è stato che sono state fornite piazzole insufficienti per i Traveller, portando a una situazione in cui i possessori di un campo non potevano più viaggiare, per paura di perderlo.
La crisi del decennio degli anni '60, causata dal Caravan Sites Act del 1968 (fermando la costruzione di nuovi siti privati fino al 1972), portò alla comparsa del "British Gypsy Council" per la lotta per i diritti dei Romanicha..
Nel Regno Unito, la questione dei "Traveller" (riferendosi a Romanichal, Pavee irlandesi, Funfair Travelers (Showman) ed ad altri gruppi) è diventata una questione elettorale generale nel 2005, con il leader del Partito conservatore che ha promesso di modificare lo Human Rights Act 1998. Questa legge, che assorbe la Convenzione europea sui diritti umani nella legislazione primaria del Regno Unito, è considerata da alcuni consentire la concessione dell'autorizzazione di pianificazione retrospettiva. Le forti pressioni demografiche e la scarsità di siti greenfield hanno portato i Traveller ad acquistare terreni e ad allestire insediamenti residenziali molto rapidamente, sovvertendo così le restrizioni di pianificazione.
Romanichal Traveller e Irish Traveller hanno sostenuto che migliaia di autorizzazioni di pianificazione retrospettiva sono concesse in Gran Bretagna in casi che coinvolgono candidati non rom ogni anno e che le statistiche hanno mostrato che il 90% delle domande di pianificazione da parte dei Traveller sono state inizialmente respinte dai consigli locali, rispetto a una media del 20% per gli altri richiedenti, confutando le pretese di trattamento preferenziale a favore dei Traveller.
Sostenevano inoltre che la radice del problema era che molti punti di sosta tradizionali erano stati chiusi e che il Criminal Justice and Public Order Act del 1994, approvato dal precedente governo conservatore, aveva effettivamente criminalizzato la comunità, ad esempio rimuovendo la responsabilità delle autorità locali di fornire siti, lasciando così ai Traveller nessuna possibilità se non quella di acquistare nuovi siti non registrati.